# Ligetfalva (Magyarország)
Ligetfalva (1950-ig Zalanémetfalu; németül Haintal) község Zala vármegyében, a Keszthelyi járásban.

## Fekvése
A Zalai-dombság keleti részén helyezkedik el, a Zalaapáti-hát területén. 
A közvetlennül határos települések: északkelet felől Kehida (Kehidakustány része), kelet felől Örvényeshegy (Zalacsány része), délkelet felől Zalacsány, délnyugat felől Tilaj, nyugat felől Tilajújhegy (Tilaj része), északnyugat felől pedig Almásháza.

### Megközelítése
Csak közúton érhető el, a 76-os főútról Zalacsány és Nagykapornak között kiágazó, kb. 1 kilométer hosszú bekötőúton (a 73 209-es számú mellékúton).

## Története
Területén feküdt egykor a középkorban elpusztult Örményes nevű település, melynek helyét az Örvényes nevű dűlő őrzi. Egyes hagyományok szerint egykor itt állt az elpusztult falu temploma, míg más hagyomány szerint Örvényesen a vörösbarátok kolostora állt. Az e helyen talált szépen faragott gótikus köveket a Göcseji Múzeumba szállították.
Neve 1950-ig Németfalu volt.

## Közélete

### Polgármesterei
- 1990–1994: Lakós Istvánné (független)[3]
- 1995–1998: …
- 1998–2002: Perge Jánosné (független)[4]
- 2002–2006: Perge Jánosné (független)[5]
- 2006–2010: Perge Jánosné (független)[6]
- 2010–2014: Perge Jánosné (független)[7]
- 2014–2019: Barcza Zoltán (független)[8]
- 2019–2024: Barcza Zoltán (független)[9]
- 2024– : Fülöp Gábor (független)[1]

A településen az 1994. december 11-én megtartott önkormányzati választás után, a polgármester-választás tekintetében nem lehetett eredményt hirdetni, mert mindkét, függetlenként induló jelölt (ifj. Galambos László és Lakós Istvánné) egyaránt 27-27 szavazatot kapott.

## Népesség
A település népességének változása:
| Lakosok száma | 56   | 57   | 51   | 49   | 60   | 68   | 63   |
|               | 2013 | 2014 | 2015 | 2021 | 2022 | 2023 | 2024 |

A 2011-es népszámlálás idején a 49 lakosból valamennyi magyar nemzetiségűnek, 35-en római katolikusnak, 3-an reformátusnak, 5-en felekezeten kívülinek vallották magukat.
2022-ben a lakosság 85%-a vallotta magát magyarnak, 8,3% németnek, 1,7% cigánynak, 3,3% egyéb, nem hazai nemzetiségűnek (6,7% nem nyilatkozott; a kettős identitások miatt a végösszeg nagyobb lehet 100%-nál). Vallásuk szerint 50% volt római katolikus, 5% református, 1,7% evangélikus, 13,3% felekezeten kívüli (30% nem válaszolt).

## Nevezetes ünnepek
Évente megrendezésre kerülő események a faluban:
- májusfa kitáncolás és bál (május utolsó szombatja),
- falunap (augusztus második szombatja) és
- búcsú (október 15-ét követő vasárnap).[13]